# 최상훈
최상훈(崔尙勲, 1954년 9월 8일 ~ )은 대한민국의 배우이다.

## 이력
1977년 연극배우로 첫 데뷔하였고 1982년 MBC 15기 공채 탤런트로 정식 데뷔하였다.

## 학력
- 안양예술고등학교 연극영화학과 졸업
- 서울예술대학 연극학과 전문학사

## 출연작

### 드라마
- 1983년 MBC 대하드라마 《조선왕조 오백년 - 추동궁 마마》 ... 조반 역
- 1983년 MBC 주말연속극 《당신의 초상》
- 1983년 MBC 반공드라마 《3840 유격대》
- 1983년 MBC 일일연속극 《간난이》
- 1984년 MBC 주말연속극 《사랑과 진실》 ... 재철 역
- 1984년 MBC 단막극 《MBC 베스트셀러극장 - 날개 84》
- 1985년 MBC 농촌드라마 《전원일기》 ... 선생님 역
- 1985년 MBC 주간연속극 《엄마의 방》
- 1985년 MBC 대하드라마 《조선왕조 오백년 - 풍란》 ... 중종 역
- 1986년 MBC 대하드라마 《조선왕조 오백년 - 남한산성》 ... 임경업 역
- 1987년 MBC 주간연속극 《도시의 얼굴》 ... 박현철 역
- 1988년 MBC 특집드라마 《해후》
- 1988년 MBC 특집드라마 《침묵의 도시》
- 1988년 MBC 대하드라마 《조선왕조 오백년 - 인현왕후》 ... 김춘택 역
- 1989년 MBC 특집드라마 《추억 만들기》
- 1989년 MBC 주말연속극 《유산》 ... 동욱 역
- 1989년 MBC 단막극 《MBC 베스트셀러극장 - 임진강》
- 1989년 MBC 특별기획드라마 《제2공화국》 ... 이강학, 이철희 역
- 1989년 KBS1 일일연속극 《울 밑에 선 봉선화》
- 1990년 MBC 미니시리즈 《마당 깊은 집》 ... 준호 아버지 역
- 1990년 MBC 3.1절특집극 《특종》... 이규한 역
- 1990년 MBC 특별기획드라마 《조선왕조 오백년 - 대원군》 ... 김홍집 역
- 1990년 MBC 청소년드라마 《두 권의 일기》
- 1990년 MBC 수목드라마 《그 여자》 ... 이건식 역
- 1991년 MBC 미니시리즈 《장미빛 인생》 ... 박윤섭 역
- 1992년 MBC 미니시리즈 《분노의 왕국》 ... 주일한국대사관 직원 역
- 1992년 SBS 아침연속극 《겨울새》 ... 정도현 역
- 1992년 KBS2 납량특집드라마 《아버지의 바이올린》 ... 인호 역
- 1992년 SBS 소설극장 《물 위를 걷는 여자》 ... 현재민 역
- 1992년 SBS 소설극장 《재회》 ... 태훈 역
- 1993년 MBC 특별기획드라마 《제3공화국》 ... 김정렴 역
- 1993년 KBS2 미스터리 멜로드라마 《금요일의 여인 - 제1편 벼랑끝에 선 여인》
- 1993년 MBC 아침드라마 《당신 없는 행복이란》 ... 박영철 역
- 1993년 SBS 월화드라마 《테마 시리즈 - 사랑이라 부르는 것》
- 1994년 KBS2 아침드라마 《그대 있음에》
- 1994년 SBS 아침연속극 《성냥갑 속의 여자》 ... 서동찬 역
- 1994년 SBS 월화드라마 《영웅일기》 - 구진서 역
- 1995년 SBS 3.1절특집극 《꿈꾸는 초인》
- 1995년 SBS 대하드라마 《장희빈》 ... 동평군 역
- 1995년 SBS 8.15 특집극 《국화와 칼》
- 1995년 SBS 드라마 스페셜 《아스팔트 사나이》
- 1995년 SBS 특별기획 《코리아게이트》 ... 박준병 역
- 1996년 KBS2 대하드라마 《조광조》 ... 남곤 역
- 1996년 MBC 주말연속극 《위험한 사랑》
- 1996년 MBC 대하드라마 《미망》 ... 둘째 아들 역
- 1996년 SBS 창사6주년 특별기획드라마 《임꺽정》 ... 중종 역
- 1996년 KBS2 송년특집극 《겨울의 향기》
- 1996년 KBS2 《KBS 드라마게임 - 아빠와 영혼》
- 1998년 KBS2 특집드라마 《아빠와 영혼》
- 1998년 SBS 특별기획드라마 《삼김시대》 ... 김덕룡 역
- 1998년 MBC 미니시리즈 《애드버킷》 ... 신화로펌 어영배 변호사 역
- 1999년 MBC 특별기획드라마 《국희》 ... 송주태 사장 담당 변호사 역
- 1999년 KBS1 대하드라마 《왕과 비》 ... 신수근 역
- 1999년 MBC 일일연속극 《날마다 행복해》 ... 조 팀장 역
- 2000년 MBC 창사기념 특별기획드라마 《허준》 ... 인빈 김씨의 오빠, 김공량 역
- 2000년 SBS 드라마 스페셜 《불꽃》
- 2000년 MBC 미니시리즈 《이브의 모든 것》 ... 윤형철 계모의 오빠 역
- 2001년 SBS 대하사극 《여인천하》 ... 정순붕 역
- 2001년 KBS2 특별기획드라마 《명성황후》 ... 조영하 역
- 2001년 KBS2 월화드라마 《순정》... 김병철 역
- 2002년 SBS 대하드라마 《야인시대》 ... 일본 헌병대장 다이호 대좌 역
- 2002년 KBS2 특별기획드라마 《장희빈》 ... 남구만 역
- 2003년 MBC 일요로맨스극장 《1%의 어떤 것》 ... 김다현 부, 김진만 역
- 2003년 KBS1 대하드라마 《무인시대》 ... 조충 역
- 2003년 SBS 창사특집극 《이별》
- 2004년 MBC 특별기획드라마 《영웅시대》 ... 대검찰청 최현호 검사 역
- 2004년 EBS 문화사시리즈 《명동백작》 ... 이화룡 역
- 2005년 MBC 설날특집극 《해후》 ... 오학수 역
- 2005년 MBC 특별기획 주말드라마 《제5공화국》 ... 김동영 역
- 2005년 SBS 특별기획 《그린 로즈》 ... 오 검사 역
- 2005년 MBC 특별기획 주말드라마 《신돈》 ... 최영 역
- 2005년 EBS 문화사시리즈 《지금도 마로니에는》 ... 김형욱 역
- 2006년 KBS2 HD 특별기획드라마 《황진이》 ... 송도 유수 정축 역
- 2007년 KBS1 대하드라마 《대조영》 ... 흑치상지 역
- 2008년 KBS2 대하드라마 《대왕 세종》 ... 심온 역
- 2008년 SBS 드라마 스페셜 《온에어》 ... 제작부장 강호상 역
- 2008년 MBC 창사47주년 특별기획드라마 《에덴의 동쪽》 ... 총장 역
- 2008년 MBC 일일연속극 《사랑해, 울지마》 ... 장병준 역
- 2009년 SBS 드라마 스페셜 《시티홀》 ... 소유한 역
- 2009년 KBS1 TV소설 《청춘예찬》 ... 배용진 역
- 2009년 MBC 주말연속극 《인연만들기》 ... 김택수 역
- 2010년 MBC 미니시리즈 《신이라 불리운 사나이》 ... 국가정보원 간부 역
- 2011년 SBS 드라마 스페셜 《시티헌터》 ... 서용학 역 (특별출연)
- 2011년 KBS1 특별기획 대하드라마 《광개토태왕》 ... 고이영 역
- 2012년 tvN 아침드라마 《노란복수초》 ... 최인석 역
- 2012년 KBS2 미니시리즈 《해운대 연인들》 ... 이세조 역
- 2012년 KBS2 주말연속극 《내 딸 서영이》 ... 혜산그룹 장 회장 역
- 2013년 MBC 일일연속사극 《구암 허준》 ... 허륜 역
- 2013년 SBS 미니시리즈 《장옥정, 사랑에 살다》 ... 조사석 역
- 2013년 MBC 아침드라마 《내 손을 잡아》 ... 민동훈 역
- 2014년 MBC 주말연속극 《호텔킹》 ... 아성원 역
- 2015년 tvN 일일연속극 《울지 않는 새》 ... 박도준 역
- 2015년 MBC 일일연속극 《위대한 조강지처》 ... 기종태 역
- 2016년 MBC 아침드라마 《언제나 봄날》 ... 강한길(주한길) 역

### 영화
- 2005년 《역전의 명수》 ... 김태우 역
- 2020년 《침입자》 ... 성철 역

## CF
- 1989년 일화 진생골드
- 1990년 일동제약 큐란
- 1991년 축협
- 1993년 모아방
- 1993년 ~ 1994년 중앙종묘(광복고추, 대상수박, 조양고추)
- 1994년 조선맥주 하이트맥주
- 2020년 일동생활건강 발효침향원
- 2022년 가포생활건강 - 의성흑마늘진고흑센

## 수상 경력
- 1984년 MBC 방송대상 신인상
- 1986년 백상예술대상 신인연기상